# Данфермлинский дворец
Данфермлинский дворец — разрушенная резиденция шотландских королей эпохи Ренессанса на берегу Ферт-оф-Форта в Данфермлине. Построена Яковом IV несколько в стороне от замка, в котором проживали средневековые монархи, начиная с Малькольма III. Здание соединялось надвратным переходом c Данфермлинским аббатством.
В 1589 г. Яков VI преподнёс дворец в качестве свадебного подарка своей невесте Анне Датской. В этом дворце у них родилось трое детей, включая будущего английского короля Карла I, который, впрочем, не жаловал Данфермлин своим вниманием. Его преемник Карл II посетил обветшавший дворец предков только однажды.
После изгнания Стюартов дворец стал разрушаться, и уже в 1708 году он стоял без кровли. К XIX веку от него остались только живописные развалины.